# انقلاب ۱۹۷۹: جمعه سیاه
«انقلاب ۱۹۷۹: جمعه سیاه» (انگلیسی: 1979 Revolution: Black Friday) یک بازی ویدئویی در سبک بازی ماجراجویی است که توسط iNK Stories و در سال ۲۰۱۶ و در پلت‌فرم‌های اندروید و آی‌اواس منتشر شده‌است.
این بازی شرح رخدادهای انقلاب ایران از زبان یک عکاس خبری با نام رضاست که بنا بر مصاحبه با انقلابیون و متخصصان و چهره‌های آکادمیک خلق شده‌است. اولین سناریوی بازی با نام «جمعه سیاه» است. در ۴۵ ثانیه نخست بازی، مخاطب را با تاریخچه مختصری از انقلاب ایران آشنا می‌سازد. رضا، شخصیت اصلی داستان که عکاس خبری جوانی در تهران است، به بازگو کردن رخدادی می‌پردازد که در پایان منجر به بازداشت وی در زندان اوین می‌شود. در این بازی، مخاطب حتی می‌تواند سخنرانی‌های سید روح‌الله خمینی را جمع‌آوری کرده و گوش کند؛ البته با تصاویر حقیقی که توسط میشل ستبون، عکاس خبری معروف که عکس‌هایی از انقلاب ایران گرفته‌است. گفتارهای این بازی توسط بازیگران ایرانی ـ آمریکایی سریال میهن یعنی نوید نگهبان و بازیگر آرگو یعنی فرشاد فراهت بازگو شده‌است.
بازی آنلاین «انقلاب ۱۹۷۹» قرار بود در سال ۲۰۱۳ میلادی ارائه شود، اما برای تأمین منابع مالی تکمیل آن به تأخیر افتاد. قسمت اول این بازی با نام «جمعه سیاه» به قیمت ۱۰ دلار از روز پنج آوریل ۲۰۱۶ به بازار عرضه شد.

## باز خورد به این بازی
این بازی در ایران تحریم شده و تقریباً همه سایت‌ها فروش انرا ممنوع و دانلود آنرا برچیدند هم‌اکنون این بازی در جمهوری اسلامی ایران غیرقابل دسترس است.